# Estação Ecológica de Cuniã
A Estação Ecológica de Cuniã está localizada na divisa dos estados do Amazonas e Rondônia na região norte do Brasil. O bioma predominante é o da Floresta Amazônica.